# Armandia cirrhosa
Armandia cirrhosa är en ringmaskart som beskrevs av Filippo de Filippi 1861. Armandia cirrhosa ingår i släktet Armandia och familjen Opheliidae. Arten har ej påträffats i Sverige. Inga underarter finns listade i Catalogue of Life.